# Jean-Hervé Mbelu Biosha
Jean-Hervé Mbelu Biosha (on trouve aussi les graphies Bionsha et Biocha,) est un homme politique de la République démocratique du Congo. Il est le secrétaire général du Parti de l'alliance nationale pour l'unité (PANU) depuis décembre 2009. Nommé par le président Félix Tshisekedi en décembre 2021 comme l'administrateur général de l'Agence nationale de renseignements en remplacement de Justin Inzun Kakiak,. Il reste en fonction jusqu'en juillet 2023.

## Biographie
Jean-Hervé Mbelu Biosha est originaire de Kabeya-Kamuanga dans le Kasaï Oriental.
Biosha a obtenu un doctorat en sciences politiques et administratives.
Avant d’entrer activement en politique, Jean-Hervé Mbelu Biosha est assistant à l’université de Kinshasa et militant des Droits de l’Homme. Il a œuvré activement dans la société civile qu’il a représenté au Dialogue intercongolais.
Il est désigné député national en 2003 pour le compte de la société civile lors de la transition congolaise de 2003 à 2006. Il est par la suite nommé vice-gouverneur chargé des questions économiques et financières de la Province Ville de Kinshasa.
Il a été conseiller au ministère de l'Économie nationale et du Commerce et expert des questions politiques et sécuritaires pour le compte du Gouvernement de la République démocratique du Congo.
Le 1er août 2023, Daniel Lusadusu Kiambi remplace Mbelu Biosha à la tête de l'ANR.